# Nonagria fumea
Nonagria fumea är en fjärilsart som beskrevs av George Francis Hampson 1902. Nonagria fumea ingår i släktet Nonagria och familjen nattflyn. Inga underarter finns listade i Catalogue of Life.